# 52 a. C.
El año 52 a. C. fue un año del calendario romano prejuliano. En la República romana, fue conocido como el año 702 Ab Urbe condita.

## Acontecimientos
- Pompeyo ejerce el consulado sine collega.[1]
- Julio César crea la Legio V Alaudae.
- Derrota a Vercingétorix, en la batalla de Alesia.
- 25 de febrero - Pompeyo es elegido cónsul único de Roma.
- Fundación de la ciudad de Lutecia, la actual París
- Cleopatra es proclamada reina de Egipto.

## Fallecimientos
- Catulo, poeta lírico